# خسرو أباد (نظر أباد)
خسرو أباد هي قرية في مقاطعة نظر أباد، إيران. يقدر عدد سكانها بـ 238 نسمة بحسب إحصاء 2016.